# Theodor-Heuss-Schule Reutlingen
Die Theodor-Heuss-Schule in Reutlingen ist eine der größten kaufmännischen Schulen in Baden-Württemberg. Sie vereint unter ihrem Dach die Kaufmännische Berufsschule, die zweijährige Kaufmännische Berufsfachschule (Wirtschaftsschule), das Kaufmännische Berufskolleg, die Fachschule für Betriebswirtschaft und das Wirtschaftsgymnasium.
Namensgeber der Schule ist der ehemalige deutsche Bundespräsident Theodor Heuss, der 1961 bei der Einweihung des derzeitigen Hauptgebäudes anwesend war.

## Geschichte
Die Anfänge der kaufmännischen Bildung in Reutlingen finden sich im Jahre 1854, als an der damaligen „Gewerblichen Fortbildungsschule“ ein „Handelskurs“ eingerichtet wird. Mit der Gründung einer eigenständigen Handelsschule entsteht im Jahr 1909 die Kaufmännische Schule Reutlingen, die 2009 ihr hundertjähriges Schuljubiläum mit einem Festakt in der Friedrich-List-Halle feierte.
Am 7. Juni 1961 fand in Anwesenheit des Altbundespräsidenten Theodor Heuss die Namensverleihung statt. Seit dieser Zeit befindet sich die Theodor-Heuss-Schule in dem Gebäude in der Schulstraße 35.
Das heutige Wirtschaftsgymnasium der Theodor-Heuss-Schule wurde im Jahre 1947 als „Wirtschaftsoberschule“ gegründet.
Die Theodor-Heuss-Schule ist heute mit mehr als 2.600 Schülern eine der größten Kaufmännischen Schulen in Baden-Württemberg, und sie ist die zentrale Ausbildungsstätte für fast alle kaufmännischen Berufe in der Region.
- Vorläufer: Kaufmännische Fortbildungsschulen
- 1909–1926 Handelsschule
- seit 1926 Höhere Handelsschule
- seit 1947 Wirtschaftsoberschule
- seit 1967 Wirtschaftsgymnasium
- seit 2003 Berufskolleg Wirtschaftsinformatik

## Gebäude
Seit Bestehen der Schule war die Unterbringung der Schüler ein Problem. Unterrichtet wurde in verschieden städtischen Gebäuden
- in der alten Oberrealschule,
- im Nebengebäude des Spitalhofes,
- in der Hermann-Kurz-Schule,
- im Spritzenmagazin,
- im Spendhaus,
- im Lyzeum,

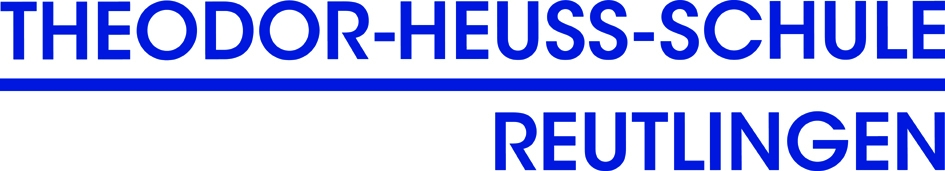
Logo der Theodor-Heuss-Schule

- im umgebauten Gebäude der Brauerei Siber & Speiser AG.,
- in der alten Bauhandwerkerschule,
- im Neubau der Gewerbeschule.Sitzstein mit Schriftzug „Lernst Du noch“ im alten Innenhof, vor Errichtung des Erweiterungsbaus 2014/15

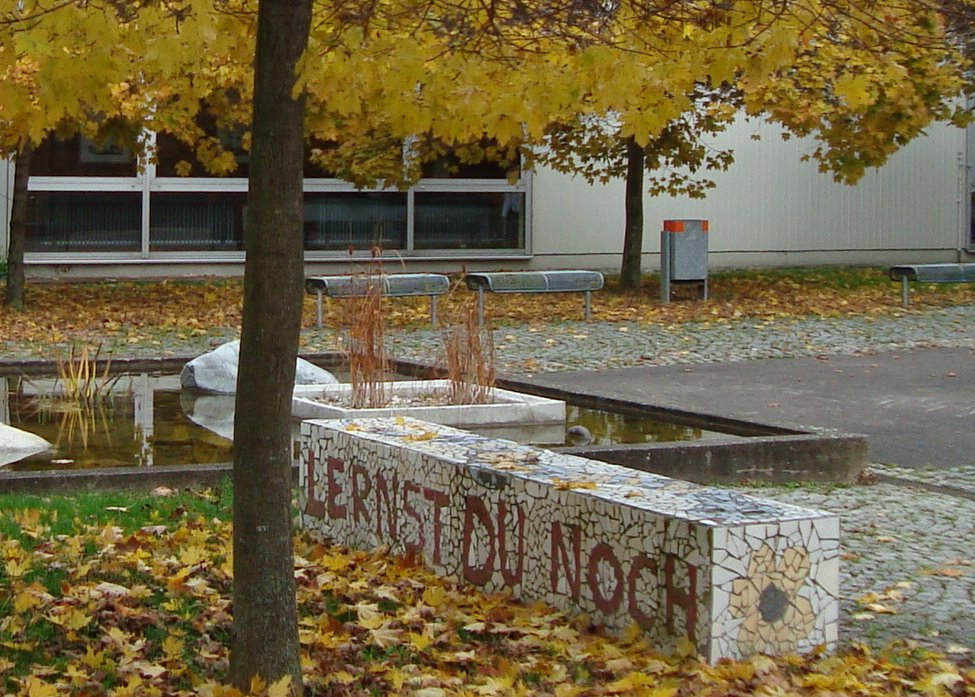
Sitzstein mit Schriftzug „Lernst Du noch“ im alten Innenhof, vor Errichtung des Erweiterungsbaus 2014/15

Erst nach Fertigstellung des Neubaus der Theodor-Heuss-Schule 1961 waren alle kaufmännischen Schüler in einem Schulhaus. Steigende Schülerzahlen erforderten doch schon bald einen Anbau. Die Einrichtung von EDV-Räumen und weiter steigende Schülerzahlen führten zu Auslagerung von Unterricht in
- die Pavillons beim Carl-Diem-Stadion,
- die Meisterschule in Betzingen,
- die Friedrich-Hoffmann-Schule in Betzingen,
- das Verwaltungsgebäude der  Ulrich Gminder GmbH in der Bismarckstraße 15,
- die Nachbarschulen des Beruflichen Schulzentrums,
- das Hauptpostgebäude in der Eberhardstraße 4.

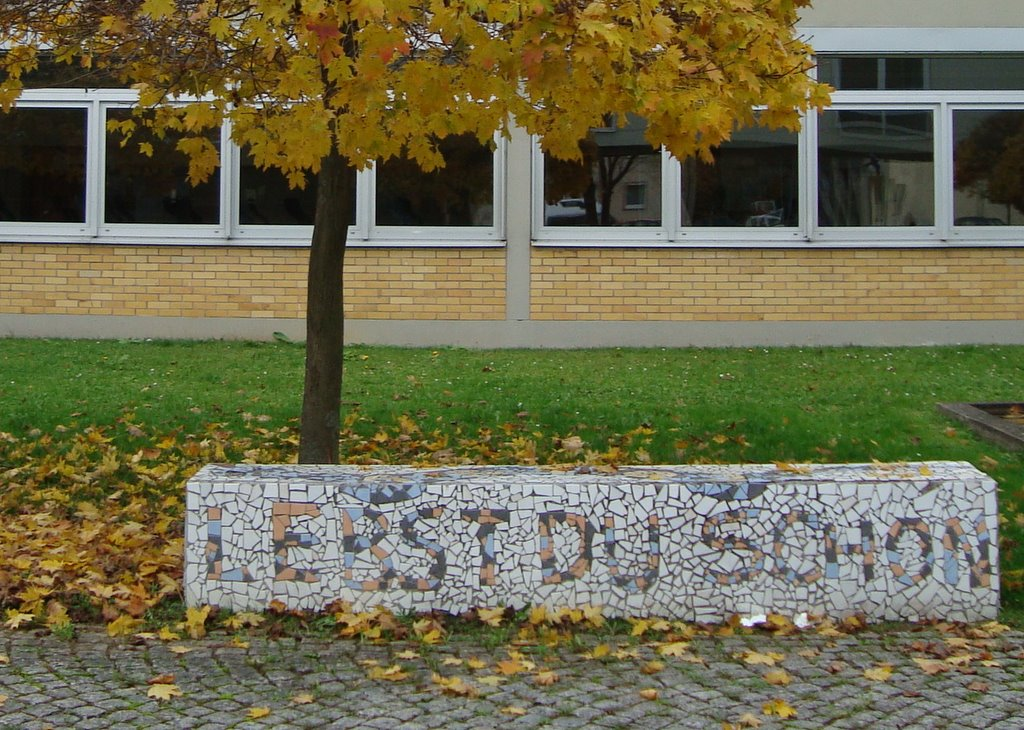
Sitzstein mit Schriftzug „Lebst Du schon“ im alten Innenhof, vor Errichtung des Erweiterungsbaus 2014/15

2015/2016 erfolgte die Fertigstellung des Erweiterungsbaus mit 24 neuen Klassenräumen.

## Schulisches Angebot

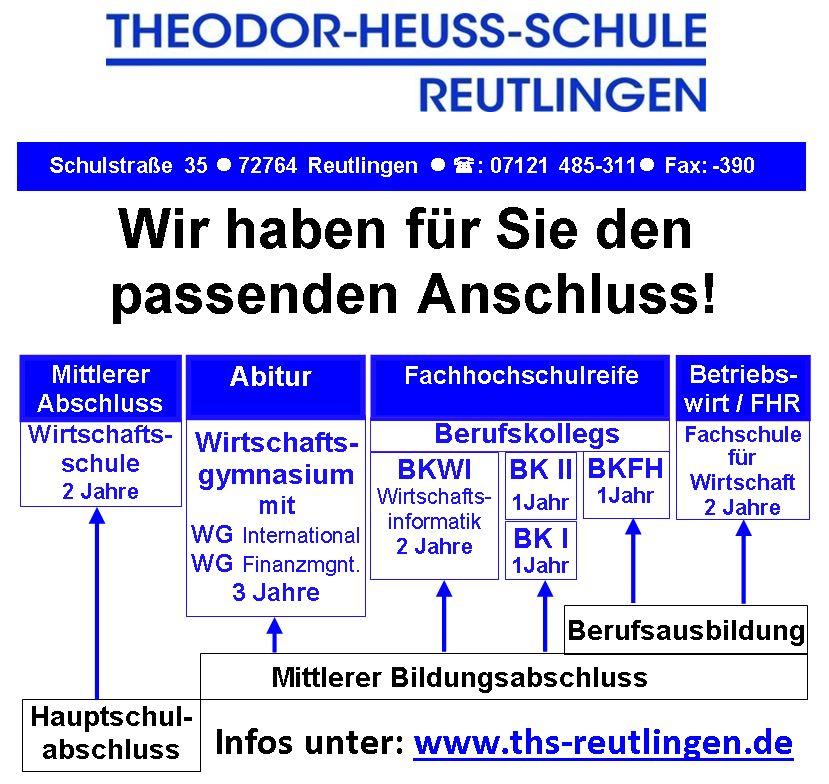
Übersicht der Bildungsangebote an der Theodor-Heuss-Schule

### Berufliche Teilzeitschule
Kaufmännische Berufsschule mit Fachklassen für:
- Automobilkaufleute
- Bankkaufleute
- Kaufleute für Büromanagement
- Verkäufer und Kaufleute im Einzelhandel
- Kaufleute für Groß- und Außenhandelsmanagement
- Industriekaufleute
- Verwaltungsfachangestellte
- Verwaltungswirte
- Sozialversicherungsfachangestellte
- Kaufleute für Spedition und Logistikdienstleistungen
- Steuerfachangestellte
- Fachlageristen & Fachkräfte für Lagerlogistik
- Finanzassistent
- Assistent für Internationales Wirtschaftsmanagement

### Berufliche Vollzeitschulen
- Wirtschaftsgymnasium mit den zusätzlichen Profilen „Finanzmanagement“ und WG-International (bilingual)
- 1-jähriges Kaufmännisches Berufskolleg I und II
- Berufskolleg Wirtschaftsinformatik (zweijährig)
- 1-jähriges Berufskolleg zum Erwerb der Fachhochschulreife
- 2-jährige Kaufmännische Berufsfachschule (Wirtschaftsschule)
- Fachschule für Wirtschaft (Abschluss: Staatlich geprüfter Betriebswirt)

### Weitere Angebote
Die Theodor-Heuss-Schule ist seit 2005 zertifiziertes Testzentrum zum Erwerb des Internationalen Computer-Führerscheins.
Die Schule ist aktives Mitglied in den Netzwerken BORIS, dem „Netzwerk Fortbildung Neckar-Alb“, Schule ohne Rassismus – Schule mit Courage. Es werden Schulungen und die Abnahme von Zertifikaten wie die  Ausbildereignungsprüfung ermöglicht. Das Fremdsprachenangebot am Wirtschaftsgymnasium besteht neben Englisch und Französisch auch aus Italienisch und Spanisch.
Daneben bietet die THS ihren Schülern eine Leihbücherei mit täglichen Öffnungszeiten sowie verschiedene Angebote in den Bereichen Sprache, Theater, Philosophie und Kunst zur Wahl.
Eine Mensa mit rund 300 Plätzen befindet sich auf dem Campus des Berufsschulzentrums.
Die THS dient vielen Referendaren und Lehramtspraktikanten als Ausbildungsschule.

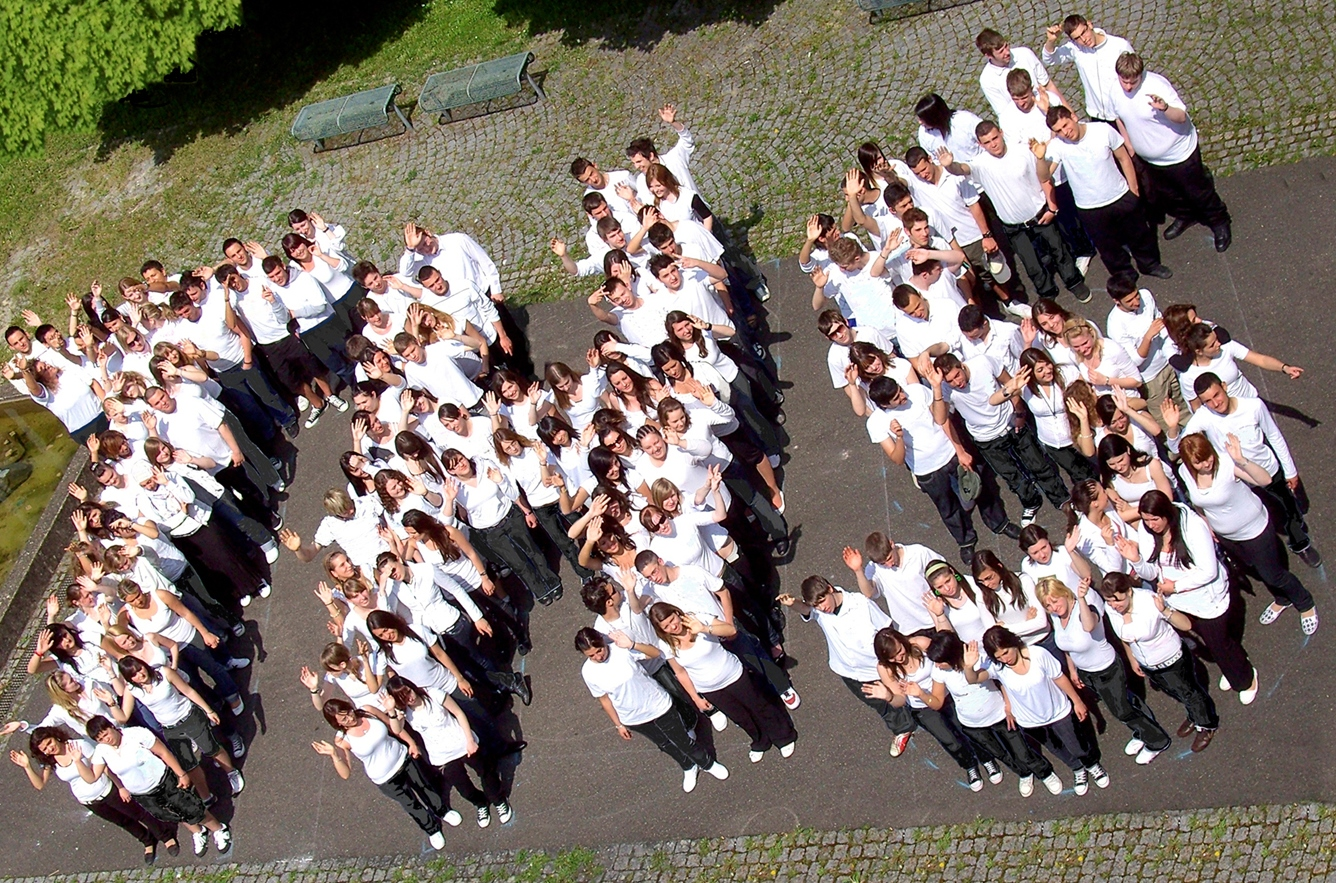
Das Kürzel der Theodor-Heuss-Schule, dargestellt von Schülerinnen und Schülern

Den Schülern stehen derzeit mehr als 700 vernetzte PC-Arbeitsplätzen für die kaufmännische Ausbildung sowie für die Informatikschulung zur Verfügung. Zudem bieten alle Unterrichtsräume einen zentralen Netzwerkzugang auch über WLAN für mobile Endgeräte. Alle Schüler erhalten beim Schuleintritt eine persönliche Zugangsberechtigung zum Unterrichtsnetz mit E-Mail-Adresse und Internetzugang.
Sieben Schulfirmen, eine wirtschaftlich eigenständige Juniorfirma, die „THS Works e.V.“ sowie sechs Übungsfirmen im Berufskolleg dienen den Schülern zum Training realer und virtueller Geschäftsprozesse.

### Arbeitsgemeinschaften und andere Aktivitäten
- Theater-AG
- Debating-AG
- Schulchor und Schulband
- Plan- und Börsenspiele
- Informationsveranstaltungen mit Experten aus Betrieben und Politik

## Öffentlichkeitsarbeit
Die Theodor-Heuss-Schule unterhält Partnerschaften zu verschiedenen Schulen im Ausland. Ein jährlicher Schüleraustausch findet mit dem „Istituto Tecnico“ im italienischen Faenza sowie mit der Muscatine Highschool in Iowa statt. Kontakte und Austausche bestehen auch zu Schulen in Chrudim (Tschechien) sowie zur Mercedes-Benz International School in Pune (Indien). Jedes Jahr absolvieren über 70 Schüler über das Austauschprogramm Erasmus+ mehrwöchige Praktika im europäischen Ausland.
Ein „Förderverein“, der auch für Ausbildungsbetriebe und für die Eltern der Schüler offen steht, unterstützt die Belange der Schule in ideeller und finanzieller Weise.

## Ehemalige Schüler
- Markus Baur (* 1971), Handballtrainer

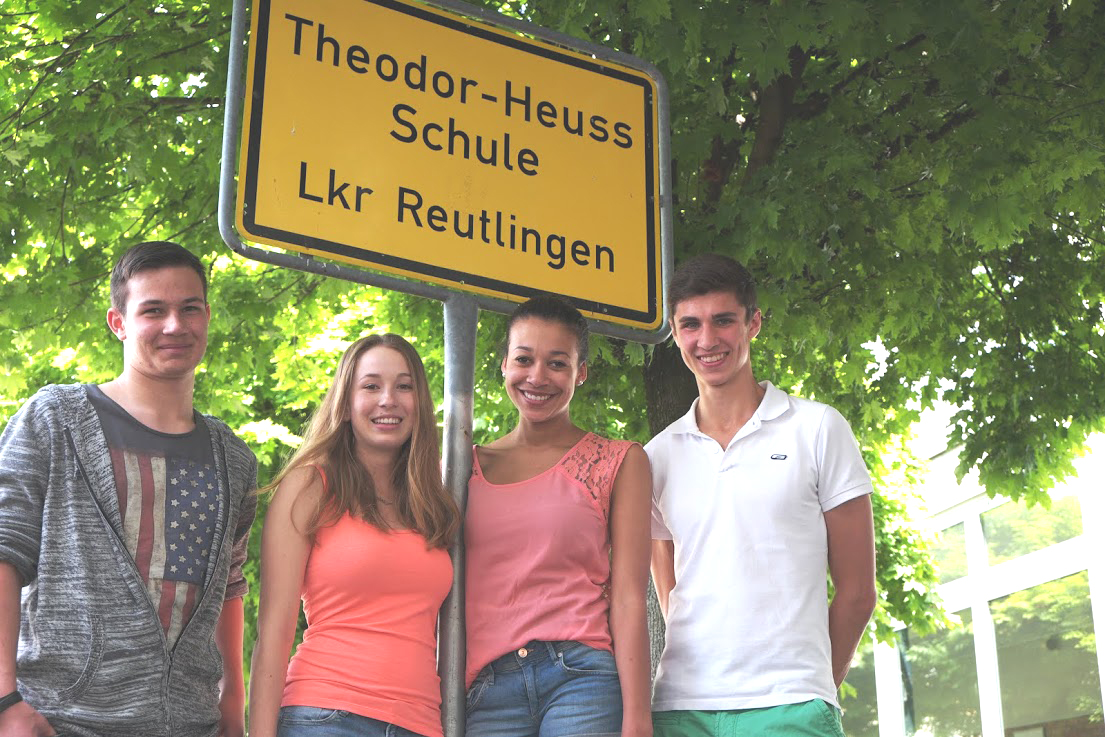
Schülerinnen und Schüler vor dem „Schulschild“

- Eberhard Fritz (* 1957), Historiker und Archivar
- Michael Rampf (* 1974), Unternehmer
- Sebastian Schanz (* 1977), Ökonom
- Hermann Schaufler (1947–2022), Politiker (CDU) und Jurist
- Eugen Wendler (* 1939), Betriebswirt, Autor zur Stadtgeschichte und zu Friedrich List
- Ulrike C. Tscharre (* 1972), Schauspielerin
- Manfred Vohrer (* 1941), Volkswirt und Politiker (FDP)